# Port lotniczy Krasnodar
Port lotniczy Krasnodar (IATA: KRR, ICAO: URKK) – międzynarodowy port lotniczy położony 25 km na wschód od centrum Krasnodaru, w Kraju Krasnodarskim, w Rosji.

## Kierunki lotów i linie lotnicze
| Linia lotnicza       | Kierunek |
| -------------------- | --- |
| Aerofłot             | 1. Krasnojarsk 2. Moskwa-Szeremietiewo 3. Erywań |
| Ałrosa               | 1. Krasnojarsk 2. Moskwa-Domodiedowo 3. Nowosybirsk |
| Avia Traffic Company | 1. Biszkek |
| AZIMUT               | 1. Biełgorod 2. Czelabińsk 3. Królewiec 4. Kaługa 5. Kazań 6. Machaczkała 7. Mineralne Wody 8. Mińsk 9. Moskwa-Wnukowo 10. Murmańsk 11. Niżniekamsk 12. Niżny Nowogród 13. Omsk 14. Perm 15. Sankt Petersburg 16. Samara 17. Saratów-Gagarin 18. / Symferopol 19. Tiumeń 20. Ufa 21. Wołgograd 22. Woroneż |
| Flydubai             | 1. Dubaj |
| NordStar             | 1. Norylsk 2. Nowosybirsk |
| Nordwind Airlines    | 1. Baku 2. Moskwa-Szeremietiewo Sezonowe czartery: 1. Antalya |
| Pegas Fly            | 1. Moskwa-Szeremietiewo Sezonowe czartery: 1. Phuket |
| Pegasus Airlines     | 1. Stambuł-Sabiha Gökçen |
| Pobeda               | 1. Stambuł-Sabiha Gökçen 2. Moskwa-Wnukowo 3. Sankt Petersburg 4. Jekaterynburg |
| Red Wings            | 1. Moskwa-Domodiedowo 2. Sankt Petersburg Sezonowe czartery: 1. Antalya |
| Rossija              | 1. Sankt Petersburg |
| RusLine              | 1. Nadym 2. Syktywkar 3. Tambow |
| S7 Airlines          | 1. Moskwa-Domodiedowo 2. Nowosybirsk |
| SCAT Airlines        | 1. Aktau 2. Astana |
| Somon Air            | 1. Duszanbe |
| Smartavia            | 1. Samara |
| Turkish Airlines     | 1. Stambuł |
| Ural Airlines        | 1. Moskwa-Domodiedowo 2. Nowosybirsk 3. Osz 4. Taszkent 5. Jekaterynburg |
| UTair Aviation       | 1. Astrachań 2. Chanty-Mansyjsk 3. Moskwa-Wnukowo 4. Niżniewartowsk 5. Sankt Petersburg 6. Soczi 7. Surgut 8. Tiumeń 9. Wołgograd |
| Uzbekistan Airways   | 1. Namangan 2. Taszkent |
| Wizz Air             | 1. Abu Zabi |
| Yamal Airlines       | 1. Moskwa-Domodiedowo Sezonowo: 1. Nadym 2. Nowy Urengoj 3. Nojabrsk |